# Castillo de San Luis
El castillo de San Luis, también conocido como Qalaat al Muizz o castillo de la Tierra, es un castillo en ruinas en Sidón, Líbano. Fue construido en 1254 por los cruzados franceses en el sitio de una fortaleza fatimí anterior y fue modificado varias veces hasta el siglo XVII.

## Historia

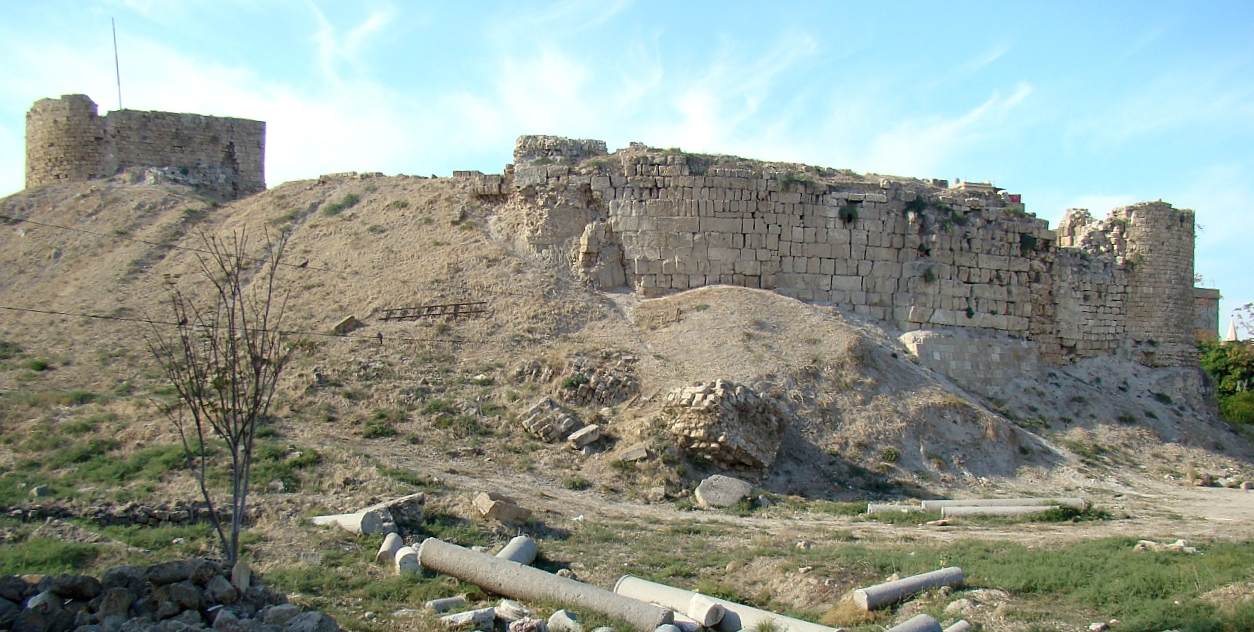
Castillo de San Luis en el sitio de la acrópolis

Se dice que el sitio que ahora ocupa el castillo de San Luis fue la acrópolis de la antigua ciudad. Aún existen algunos restos de esta acrópolis, incluido un teatro. La ciudadela probablemente fue completamente demolida y luego reconstruida por los árabes.
Al sur de la ciudadela hay un montículo de escombros llamado colina Murex. Todavía se puede ver un talud de conchas trituradas de conchas de murex (correctamente, ejemplares de Bolinus brandaris y Hexaplex trunculus) a lo largo de la vertiente occidental. Este montículo artificial (100 m de largo y 50 m de alto) se formó por la acumulación de desechos de las fábricas de tinte púrpura de la época fenicia. Los azulejos de mosaico en la parte superior del montículo sugieren que los edificios romanos se erigieron allí cuando el área ya no se usaba como vertedero de la ciudad. Parte de la colina hoy está cubierta por el cementerio de la comunidad musulmana chiita de Sidón.
El sitio de la ciudadela se convirtió en una fortaleza en el siglo X, cuando el califa fatimí Al-Mu'izz li-Dinillah lo fortificó y le dio el nombre de Qalaat al Muizz. El castillo, tal como es hoy, fue construido en 1254 por los cruzados durante la ocupación franca de Sidón. El rey francés, Luis IX, más conocido como San Luis, parece haber pasado mucho tiempo en el castillo, y quizás por eso el sitio lleva su nombre. Los arqueólogos descubrieron una fosa común de la época de las cruzadas en 2021.
Cuando los árabes volvieron a ocupar la ciudad, el castillo fue restaurado. Más tarde fue dañado por los mamelucos y fue reconstruido en gran medida por Fakhr-al-Din II en el siglo XVII. Luego, el castillo fue saqueado varias veces, dejando la estructura en ruinas. Parte del castillo se derrumbó durante el final de la era otomana.
El castillo sirvió como refugio para los refugiados del éxodo palestino de 1948. Fue dañado aún más por los bombardeos israelíes. Se están haciendo planes para restaurar el castillo.